# Доњи Пријеслоп
Доњи Пријеслоп је насељено место у Босни и Херцеговини у општини Коњиц у Херцеговачко-неретванском кантону које административно припада Федерацији Босне и Херцеговине. Према попису становништва из 1991. у насељу је живјело 95 становника.

## Становништво
По последњем службеном попису становништва из 1991. године, у насељу Доњи Пријеслоп живело је 95 становника. Становници су претежно били Муслимани.
| Националност | 1991.       | 1981. | 1971. |
| Муслимани    | 62 (65,26%) |       |       |
| Хрвати       | 31 (32,63%) |       |       |
| Југословени  | 2 (2,11%)   |       |       |
| Укупно       | 95          |       |       |